# Anaglyptus fasciatus
Anaglyptus fasciatus är en skalbaggsart som först beskrevs av Thomson 1857.  Anaglyptus fasciatus ingår i släktet Anaglyptus och familjen långhorningar.
Artens utbredningsområde är Nepal. Inga underarter finns listade i Catalogue of Life.